# Aleksandr Bashminov
Aleksandr Vasilievich Bashminov (en russe : Александр Васильевич Башминов, Aleksandr Vassilievitch Bachminov), né le 7 mai 1978 à Ibresi (ru) en Tchouvachie (République socialiste fédérative soviétique de Russie), est un joueur russe de basket-ball évoluant au poste de pivot.